# Melichthys indicus
Il pesce balestra indiano (Melichthys indicus J. E. Randall & Wolfgang Klausewitz, 1973) è un pesce d'acqua salata appartenente alla famiglia Balistidae.